# Ковалева (заказник)
Ковалева — ландшафтний заказник місцевого значення. Оголошений відповідно до Розпорядження Вінницької ОДА від 22.12.1995 р. № 200. Розташований між селами Маяки і Подільське Тульчинського району Вінницької області. Охороняється природний комплекс на схилах безіменного струмка з своєрідною степовою флорою і фауною.
Заказник знаходиться у верхів'ї водозбору колишнього колгоспного ставка і використовується для випасу худоби та сінокосіння. Тут ростуть такі малопоширені рослини як півники болотні, анемона лісова, пухівка піхвова та інші.
Дане урочище являє собою куточок дикої природи, де знаходять притулок пернаті — кулики, сірі чаплі, качки, плиски.